# Cyril Knowles
Cyril Knowles (13. července 1944, Fitzwilliam – 30. srpna 1991, Middlesbrough) byl anglický fotbalový obránce. Po skončení aktivní kariéry působil jako trenér.

## Fotbalová kariéra
Začínal ve Football League Second Division v týmu Middlesbrough FC. Odehrál 2 ligové sezóny a nastoupil ve 37 druholigových utkáních. V letech 1964-1976 hrál v anglické nejvyšší soutěži za Tottenham Hotspur FC. Nastoupil ve 403 ligových utkáních a dal 15 gólů. V roce 1967 vyhrál s Tottenhamem Anglický pohár a v letech 1971 a 1973 ligový pohár. V Poháru vítězů poháru nastoupil ve 4 utkáních a dal 1 gól a v Poháru UEFA nastoupil ve 26 utkáních a dal 1 gól. V roce 1972 vyhrál s Tottenhamem Pohár UEFA. Za anglickou fotbalovou reprezentaci nastoupil v letech 1967-1968 ve 4 utkáních. Byl členem anglické fotbalové reprezentace na Mistrovství Evropy ve fotbale 1968, získal s týmem bronzovou medaili za 3. místo, ale zůstal jen mezi náhradníky a do utkání nezasáhl.

## Ligová bilance
| Ročník                                  | Zápasy | Góly | Klub                 |
| --------------------------------------- | ------ | ---- | -------------------- |
| Football League Second Division 1962/63 | 9      | 0    | Middlesbrough FC     |
| Football League Second Division 1963/64 | 28     | 0    | Middlesbrough FC     |
| Football League First Division 1964/65  | 38     | 0    | Tottenham Hotspur FC |
| Football League First Division 1965/66  | 41     | 3    | Tottenham Hotspur FC |
| Football League First Division 1966/67  | 42     | 1    | Tottenham Hotspur FC |
| Football League First Division 1967/68  | 42     | 0    | Tottenham Hotspur FC |
| Football League First Division 1968/69  | 37     | 2    | Tottenham Hotspur FC |
| Football League First Division 1969/70  | 33     | 0    | Tottenham Hotspur FC |
| Football League First Division 1970/71  | 38     | 0    | Tottenham Hotspur FC |
| Football League First Division 1971/72  | 34     | 2    | Tottenham Hotspur FC |
| Football League First Division 1972/73  | 37     | 0    | Tottenham Hotspur FC |
| Football League First Division 1973/74  | 20     | 2    | Tottenham Hotspur FC |
| Football League First Division 1974/75  | 31     | 5    | Tottenham Hotspur FC |
| Football League First Division 1975/76  | 10     | 0    | Tottenham Hotspur FC |
| CELKEM Football League First Division   | 403    | 15   |                      |